# 阿部洋子
阿部 洋子（あべ ひろこ、8月23日 - ）は、日本の構成作家、ナレーター。ソニー・ミュージックアーティスツ所属。宮城県仙台市出身。
仙台放送で栗原はるみの料理番組などを担当するディレクターをしていたが退職し、上京。オフィスクレッシェンドに入社した。2008年より現所属。インタビュアーなども手掛けている。
ベジタブル&フルーツマイスター（野菜ソムリエ）、幼稚園教諭、保育士の資格を持つ。

## 担当番組

### テレビ
- Shibuya Deep A　(NHK BS2)
- テレ遊びパフォー!　(NHK総合テレビ)
- music update thursday　(SPACE SHOWER TV)

### ラジオ
- agete presents timeless piece　(InterFM)
- ストリーム　(TBSラジオ)
- やまだひさしのラジアンリミテッドDX　(月曜、2005年 - 2010年3月28日)
- 高橋みなみの これから、何する?　(TOKYO FM)